# Salaryman ga Isekai ni Ittara Shitennō ni Natta Hanashi
Salaryman ga Isekai ni Ittara Shitennō ni Natta Hanashi (サラリーマンが異世界に行ったら四天王になった話 Sararīman ga Isekai ni Ittara Shitennō ni Natta Hanashi?) es una serie de manga japonesa escrita por Benigashira e ilustrada por Muramitsu. La serie comenzó a publicarse en el sitio web de manga Comic Gardo de Overlap en diciembre de 2019. Una adaptación televisiva de anime producida por Geek Toys y CompTown se emitió en enero a marzo de 2025.

## Argumento
Dennosuke Uchimura, es un simple asalariado, que un día muere atropellado, y es invocado en otro mundo, por el mismísimo Rey Demonio, el cual le ofrece empleo como uno de sus Cuatro Reyes Celestiales, ¿podrá Dennosuke sobrevivir como sirviente del Rey Demonio, y colmar sus expectativas?

## Personajes
Dennosuke Uchimura (ウチムラデンノスケ Uchimura Dennosuke?)
 Seiyū: Yūki Ono
Ulmandra (ウルマンダー Urumandā?)
 Seiyū: Konomi Kohara
Rey Demonio (魔王 Maō?)
 Seiyū: Akio Otsuka
Sylphid (シルフィード Shirufīdo?)
 Seiyū: Takanori Hoshino
Genome (ゲーノーム Gēnōmu?)
 Seiyū: Nene Hieda
Orle (オルル Oruru?)
 Seiyū: Chitose Morinaga
Neia (ネイア?)
 Seiyū: Ayami Tsukui

## Contenido de la obra

### Manga
Salaryman ga Isekai ni Ittara Shitennō ni Natta Hanashi está escrita por Benigashira e ilustrada por Muramitsu y comenzó a serializarse en el sitio web de manga Comic Gardo de Overlap el 27 de diciembre de 2019. Sus capítulos se han recopilado en ocho volúmenes tankōbon a partir de enero de 2024. 
La serie está licenciada en inglés por Seven Seas Entertainment.
| Volúmenes de manga publicados | Volúmenes de manga publicados | Volúmenes de manga publicados |
| Número                        | Fecha de lanzamiento          | ISBN                          |
| ----------------------------- | ----------------------------- | ----------------------------- |
| 1                             | 25 de junio de 2020           | ISBN 978-4-86554-686-6        |
| 2                             | 25 de diciembre de 2020       | ISBN 978-4-86554-813-6        |
| 3                             | 25 de mayo de 2021            | ISBN 978-4-86554-948-5        |
| 4                             | 17 de enero de 2022           | ISBN 978-4-8240-0096-5        |
| 5                             | 25 de junio de 2022           | ISBN 978-4-8240-0220-4        |
| 6                             | 25 de diciembre de 2022       | ISBN 978-4-8240-0370-6        |
| 7                             | 25 de julio de 2023           | ISBN 978-4-8240-0568-7        |
| 8                             | 25 de enero de 2024           | ISBN 978-4-8240-0721-6        |
| 9                             | 25 de julio de 2024           | ISBN 978-4-8240-0900-5        |

### Anime
Se anunció una adaptación de la serie de anime para televisión durante la cuarta transmisión en vivo del evento "10th Anniversary Memorial Overlap Bunko All-Star Assemble Special" el 21 de julio de 2024. La serie está producida por Geek Toys y CompTown y dirigida por Michio Fukuda, con Hiroko Fukuda a cargo de la composición de la serie, Seung-Deok Kim como asistente de dirección, Ayumi Nishibata diseñando los personajes y Takafumi Wada componiendo la música. Su estreno está previsto para el 6 de enero de 2025 en Tokyo MX y BS11. El tema de apertura es "Isekai Kyōsōkyoku" de Kentarō Seino, mientras que el tema de cierre es "Tsuyo Girlfriend" de Otonari. Crunchyroll obtuvo la licencia de la serie fuera de Asia. Medialink obtuvo la licencia de la serie en el Sur, Sudeste Asiático y Oceanía (excepto Australia y Nueva Zelanda) para su transmisión en el canal de YouTube de Ani-One Asia.

## Recepción
En enero de 2024, la serie ya contaba con más de 350.000 ejemplares en circulación.